# Cessange
Cessange (en luxembourgeois : Zéisseng  et en allemand : Zessingen) est l'un des vingt-quatre quartiers de la ville de Luxembourg.

## Géographie
Le quartier de Cessange a une surface de 657,83 ha et est situé à la frontière sud de la capitale: Il est limitrophe au nord de Merl et de Hollerich, et à l’est de Gasperich. L'ouest est bordé par la commune de Leudelange.
Ce quartier d'une grande superficie est situé dans l’extrême Sud-Ouest de la ville.
La croix de Cessange, située dans l’ouest du quartier, est un échangeur autoroutier joignant l’A4 et l’A6.

## Histoire
Mentionné pour la première fois en l’an 1083, le village agricole de Cessange faisait partie de l’ancienne commune de Hollerich. La première école a été mise en service en 1865 et la première église paroissiale construite en 1902/03. Le château d’eau, symbole de Cessange, date des années 1930.
Depuis les années 1950, la population de Cessange augmente sans cesse, ce qui a rendu nécessaire les reconstructions de l’école (1961) et de l’église (1972). Aujourd’hui Cessange est un des quartiers de la ville se développant le plus rapidement, comptant en 2025 5,111 habitants, dont 73,6% de non-luxembourgeois

## Patrimoine religieux
- L'église Saint-Joseph, église moderne, rue Verte.

## Sport
Le quartier dispose du stade Boy-Konen (en) où jouent deux clubs de rugby à XV : le Rugby Club de Luxembourg (basé dans le quartier) et l’équipe nationale. Le club de football FC CeBra 01, basé dans le quartier, joue également dans ce stade.